# Manon Costard
Manon Costard (15 agosto 1991) è una sciatrice nautica francese.

## Palmarès
- Giochi del Mediterraneo

Mersin 2013: oro nello slalom;
Tarragona 2018: argento nello slalom.